# إدي روجرز
إدي روجرز (بالإنجليزية: Eddie Rogers)‏ هو محامي أمريكي، ولد في 14 أبريل 1876 في Libby, Minnesota ‏ في الولايات المتحدة، وتوفي في 17 أكتوبر 1971.